# سیارک ۱۰۶۶۴
سیارک ۱۰۶۶۴ (به انگلیسی: 10664 Phemios، نامگذاری:5187T-2) ده هزار و ششصد و شصت و چهارمین سیارک کشف شده‌است که در ۲۵ سپتامبر ۱۹۷۳ کشف شد.
قدر مطلق سیارک برابر ۱۱٫۱۰ است.